# کشتی شکسته
کشتی شکسته نام یک کتاب ادبی است که توسط رابیندرانات تاگور، نویسندهٔ اهل هند نوشته شده‌است.